# Numerologia
La numerologia è quella branca dell'esoterismo che attribuisce ai numeri un valore non solo meramente quantitativo e matematico, ma anche soprattutto una qualità, mettendoli in relazione con aspetti della natura e degli esseri umani. 

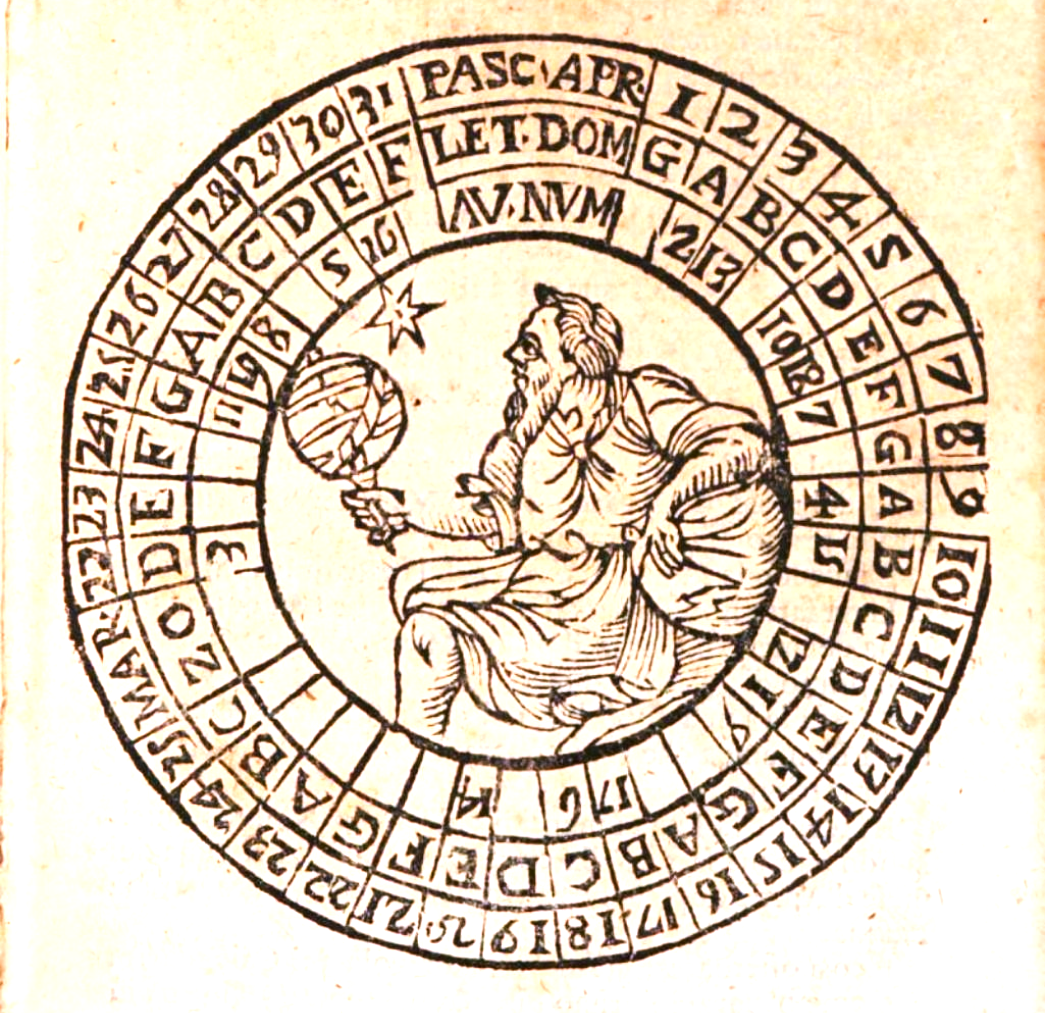
Tavola numerologica, dall'Almanacco Perpetuo di Rutilio Benincasa (Napoli, 1647)

L'attribuzione di un valore simbolico ai numeri si definisce più propriamente "simbolismo numerico" (anche se talvolta viene utilizzato il termine "numerologia") e include l'aritmologia; il termine "numerologia", invece, viene utilizzato per indicare sistemi culturali complessi, spesso basati su sistemi per assegnare un valore numerico ai nomi, e finalizzati principalmente alla divinazione.
La numerologia e la divinazione numerologica erano pratiche popolari nel mondo antico, soprattutto fra i seguaci di Pitagora, ma oggi sono considerate una pseudoscienza. Questo sviluppo è storicamente simile a quello avuto dall'astrologia nei confronti dell'astronomia o dall'alchimia nei confronti della chimica.

## Storia della numerologia

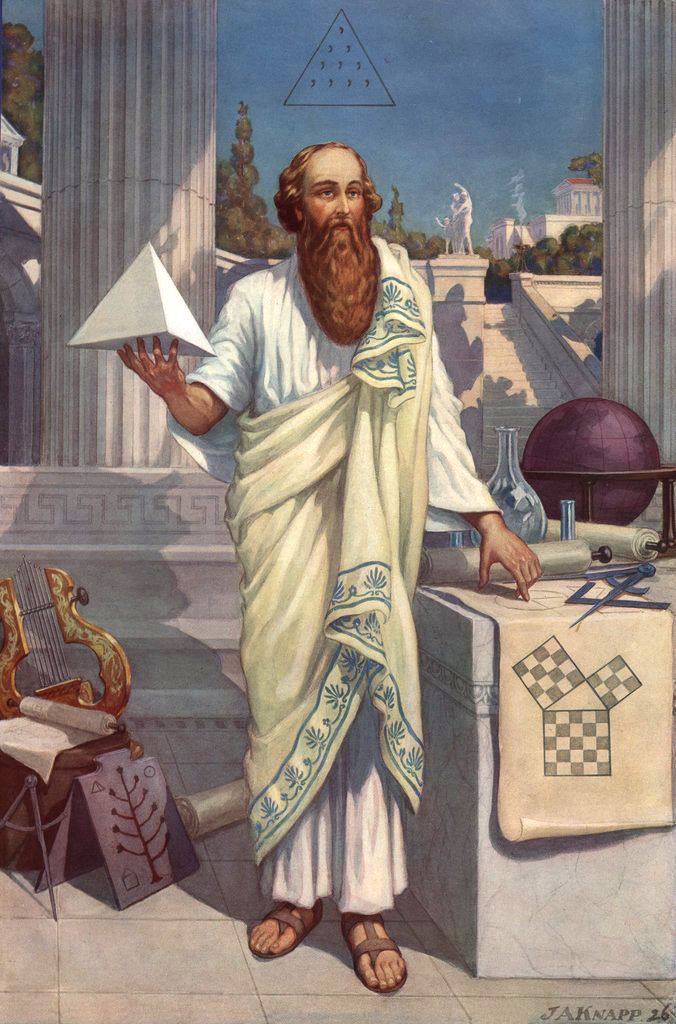
Pitagora raffigurato da John Augustus Knapp.

L'associazione di significati simbolici ai diversi numeri è antichissima e universale, come attestato dai Veda indiani, il cinese Libro dei Mutamenti, e l'egiziano Libro dei morti.
Gli storici ritengono che la numerologia occidentale abbia trovato ispirazione da fonti diverse:
- nell'antica Babilonia, presso i Caldei;[4]
- dalla cabala ebraica, basata sul metodo della gematria, che assegna un valore numerico alle 22 lettere dell'alfabeto ebraico;[4]
- ma principalmente dalle concezioni di Pitagora (VI secolo a.C. Grecia) e dei suoi seguaci, soprattutto Filolao,[5] secondo i quali «tutte le cose conosciute posseggono un numero, e nulla possiamo comprendere e conoscere senza di questo».[6] Per costoro «il numero sarebbe la sostanza di tutte le cose».[7]

### Pitagora e la scuola pitagorica
Come riporta Aristotele nella Metafisica:
(Aristotele, Metafisica, A, 5.)

La Decade o tetraktys pitagorica.

Per Pitagora, formatosi presso i sacerdoti dell'antico Egitto, la progressione dei Numeri corrisponde alle fasi cosmogoniche della creazione, che procede dall'Uno al molteplice.
In particolare, la successione aritmetica dei primi quattro numeri naturali componeva un «quartetto» geometricamente disposto nella forma di un triangolo equilatero, in modo da formare una piramide che sintetizzasse il rapporto fondamentale fra le prime quattro cifre e la decade: {\displaystyle 1+2+3+4=10} (somma teosofica).
Alla tetraktys, simbolo sacro su cui i discepoli di Pitagora prestavano giuramento, si attribuiva la capacità di regolare il movimento dei pianeti, la cui armonia produceva un suono celestiale denominato «musica delle sfere», in grado di influenzare il destino degli uomini.
Il tentativo dei Pitagorici di ricondurre a numeri particolarmente significativi le armonie celesti è ben rappresentato anche dagli studi di Filolao, che conoscendo la durata del ciclo di congiunzioni di Giove e Saturno di circa 59 anni (in realtà 59,58), cercò di ricondurre a 59 anni anche i cicli della Luna. Le sue dottrine, tuttavia inadeguate a fini calendariali anche rispetto alle più valide conoscenze astronomiche della sua epoca, esemplificano la fede pitagorica in una struttura matematica del mondo, sebbene l'universo reale vi si adegua solo approssimativamente.

### Platone e il platonismo
La scoperta pitagorica che la musica è fondata su rapporti numerici colpì particolarmente Platone e tutta la cultura occidentale almeno sino a Keplero. Timeo è un personaggio di due dialoghi di Platone, indicato come un filosofo pitagorico col cui aiuto viene descritto come il demiurgo avrebbe creato il mondo. Le proporzioni armoniche sarebbero state utilizzate sia per creare l'Anima del mondo tramite la mistura di contrari metafisici sia per disporre le orbite dei corpi celesti a opportune distanze. Sia per Pitagora che per Platone giocano un ruolo fondamentale i primi dieci numeri, ma fra questi soprattutto i primi quattro sui quali sono basati i rapporti armonici fondamentali (2:1; 3:2; 4:3) e che per Platone regolano la struttura sia dell'anima che dei fenomeni naturali.
Questi numeri, tuttavia, non sono ritenuti mere astrazioni, su cui eseguire operazioni matematiche, bensì numeri «ideali» la cui natura ha una portata reale e ontologica. In altre parole il Due apre la strada alla possibilità di coppie di opposti (limitato-illimitato; pari-dispari; ecc.) mentre il Tre, il più piccolo numero non divisibile in parti uguali, è a fondamento delle categorie di maggiore e minore, ecc. Benché non ci siano giunte opere di Pitagora sappiamo da Aristotele e da Plutarco il suo interesse per il valore simbolico anche di numeri superiori al 10, fra cui, ad esempio, il 17, che svolgerà un ruolo fondamentale nel corpus alchemico Geberiano.

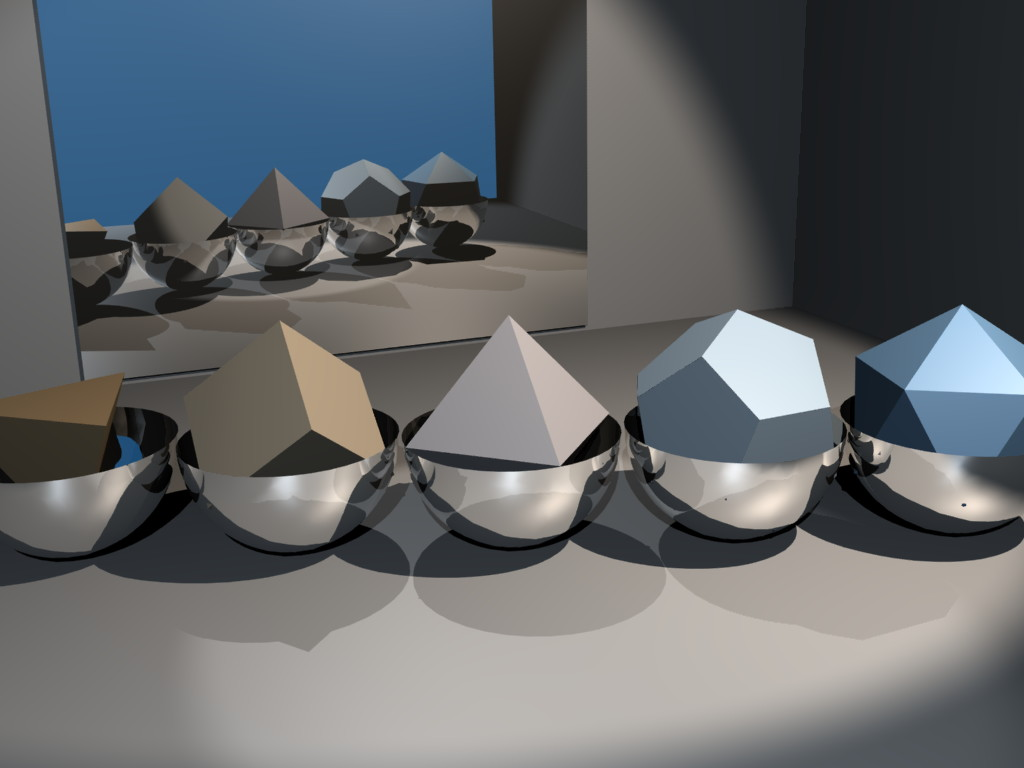
I cinque Solidi platonici, corrispondenti ai quattro elementi più l'etere.

Platone rinveniva in particolare nei solidi che portano il suo nome la presenza di una razionalità superiore nascosta nella comune realtà, assegnando loro la funzione di intermediari tra la perfezione del mondo iperuranio e la mutevolezza di quello terreno, giungendo alla celebre affermazione che 
Da allora, la convinzione pitagorica che dietro le apparenze del mondo si celi una struttura matematica ha affascinato gli studiosi fino all'epoca attuale, anche se, come mostra Walter Burkert, negli albori del pensiero scientifico in cui i Greci mossero i primi passi verso una comprensione razionale del mondo e un'interpretazione quantitativa delle scienze naturali, Pitagora non rappresentò l'avvio verso il nuovo sapere ma la sopravvivenza o la rinascita di antiche tradizioni misteriche fondate sull'autorità semi-religiosa a lui attribuita dai suoi discepoli. Il detto Ipse dixit nacque proprio per caratterizzare il rapporto reverenziale dei suoi discepoli col loro maestro.

### Sviluppo e diffusione del pitagorismo
(Vangelo di Tommaso, 22)

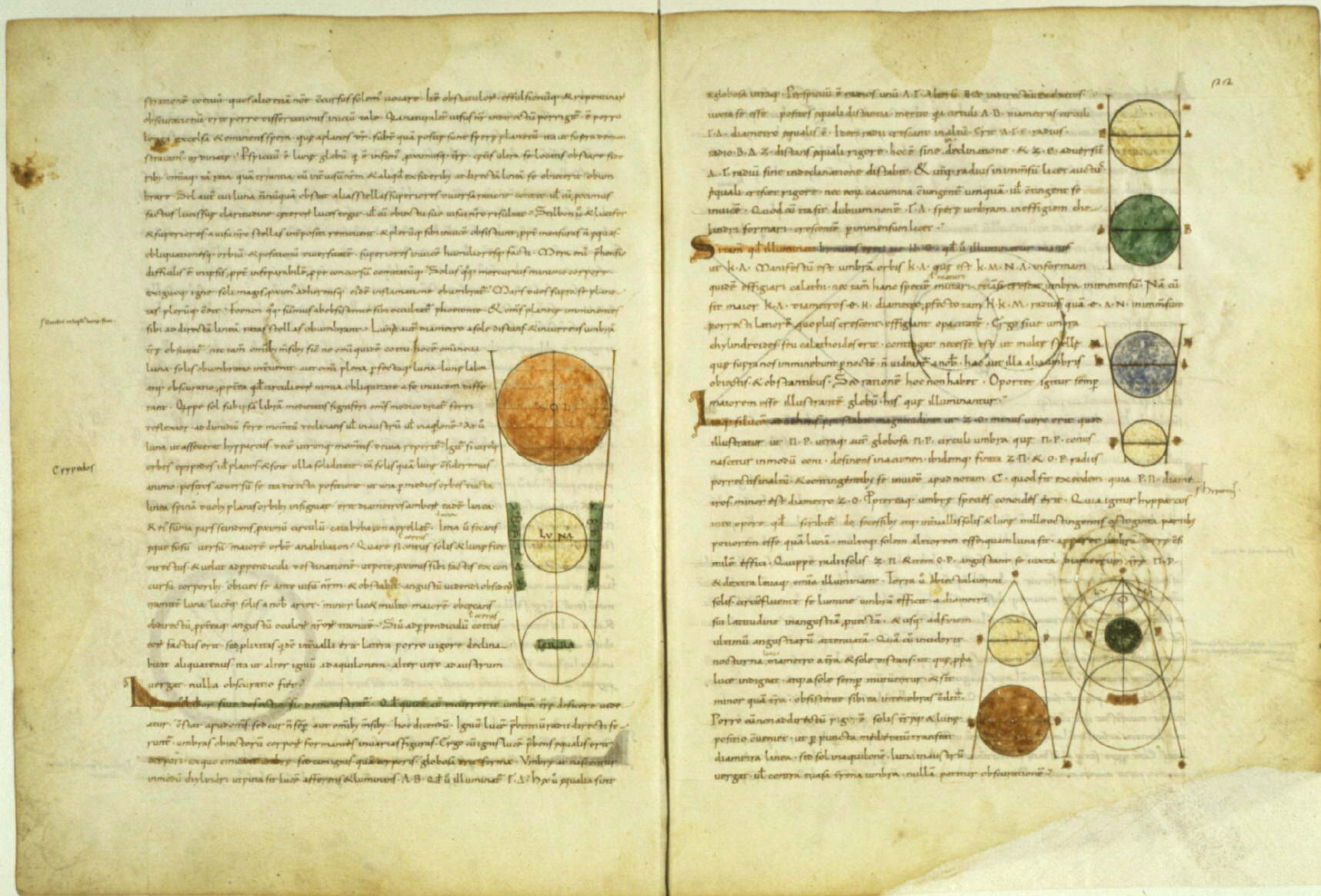
Manoscritto medievale del Timeo di Platone, tradotto da Calcidio.

Le idee numerologiche dei pitagorici affascinarono il mondo ellenistico anche se spesso vennero rigettate a favore di un più elaborato platonismo, e in altri casi la loro origine matematica e scientifica si andò esaurendo in favore di un'accentuazione dell'aspetto mistico, morale e religioso. Esse, comunque, si diffusero nei secoli successivi in tutta la cultura occidentale influenzando tra gli altri Apollonio di Tiana, Plutarco di Cheronea, Filone di Alessandria, i primi scrittori cristiani, la filosofia neoplatonica di Plotino, l'antico gnosticismo e successivamente la Kabbalah ebraica. Pur nella perdita delle fonti originali, sono giunti sino a noi molti brevi testi dei primi secoli d.C. i cui autori sembrano attingere a una stessa fonte della fine del II secolo a.C. Tra gli altri occorre ricordare Nicomaco di Gerasa, Teone di Alessandria, Anatolio di Laodicea, Macrobio, Marziano Capella, Calcidio, Favonio Eulogio e Giovanni Lido.
Con l'avvento del Cristianesimo in occidente l'eredità neopitagorica prese diverse strade. Il "pitagorismo" di Platone venne adottato da una parte della tradizione teologica antica e grazie a Sant'Agostino d'Ippona  (354-430) guidò il pensiero filosofico cristiano fino all'avvento della filosofia scolastica. Anche per Agostino i numeri costituiscono l'ossatura della realtà perché tutte le cose «formas habent quia numeros habent; adime illis haec, nihil erunt». La pratica, invece, della divinazione numerologica venne classificata fra le superstizioni, assieme all'astrologia e a ogni forma di magia, e perciò venne condannata come un reato civile. La divinazione numerologica, tuttavia, sopravvisse e venne coltivata nel mondo arabo e da lì ritornò in occidente nei primi secoli del nuovo millennio.
Nell'esegesi biblica, infine, il pitagorismo favorì lo sviluppo di interpretazioni allegorizzanti più involute rispetto al tradizionale simbolismo numerico della Bibbia, originatosi direttamente nel mondo semitico sin dall'antichità più remota. La confluenza della tradizione pitagorico/platonica con quella giudaico/cristiana determinò il fiorire nell'età tardo-antica e medievale di una letteratura di "aritmetica speculativa" o aritmologia, interessata ad associare nel curriculum di studi all'aritmetica vera e propria l'indagine dei presupposti significati simbolici attribuibili al numero.

### Numerologia medievale e rinascimentale

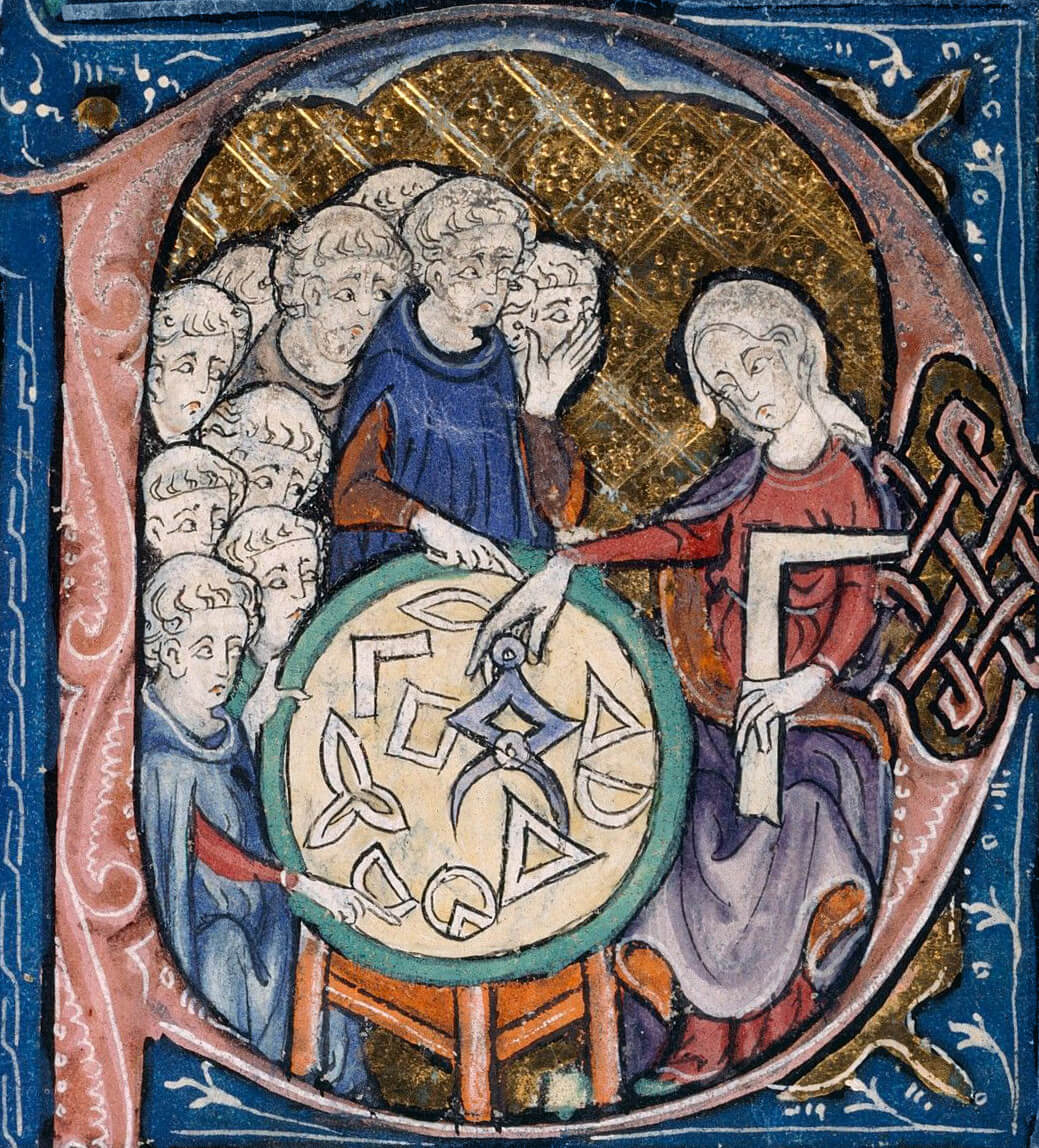
Una figura magistrale femminile, probabilmente allegorica, munita di squadra e compasso, insegna la geometria del mondo (illustrazione degli Elementi di Euclide, 1309-1316 circa).

Grazie alla mediazione degli arabi, il pitagorismo fu riassorbito in Europa diventando una delle due branche della numerologia occidentale, accanto all'altra costituita dalla cabala. Riferimenti ai misteri pitagorici si ritrovano soprattutto nella geometria sacra adottata dai Templari, mentre con Raimondo Lullo compaiono i primi accenni ad un sistema cabbalistico cristiano.
L'entusiasmo del mondo latino medievale per la possibilità offerta dalla numerologia pitagorica, mediata dal Timeo platonico, di scoprire le armonie e le essenze nascoste della realtà ispirarono anche Michele Psello, gli esponenti della scuola di Chartres come Teodorico di Chartres e Guglielmo di Conches (istruiti dal De arithmetica di Boezio), e Fibonacci che diede il nome alla sua celebre sequenza numerica.
Corrispondenze numerologiche si ritrovano nella struttura occulta della Divina Commedia dantesca, oltre che nel complesso medievale delle sette arti liberali, in particolare nelle materie del quadrivio, ovvero:
- l'aritmetica (in quanto «assenza di ritmo»),[41] la scienza dei numeri immobili;
- la geometria, la scienza dei numeri immobili in forma di figure visualizzabili;
- la musica, la scienza dei numeri in movimento;
- l'astronomia, la scienza dei numeri sotto forma di figure in movimento;[42]

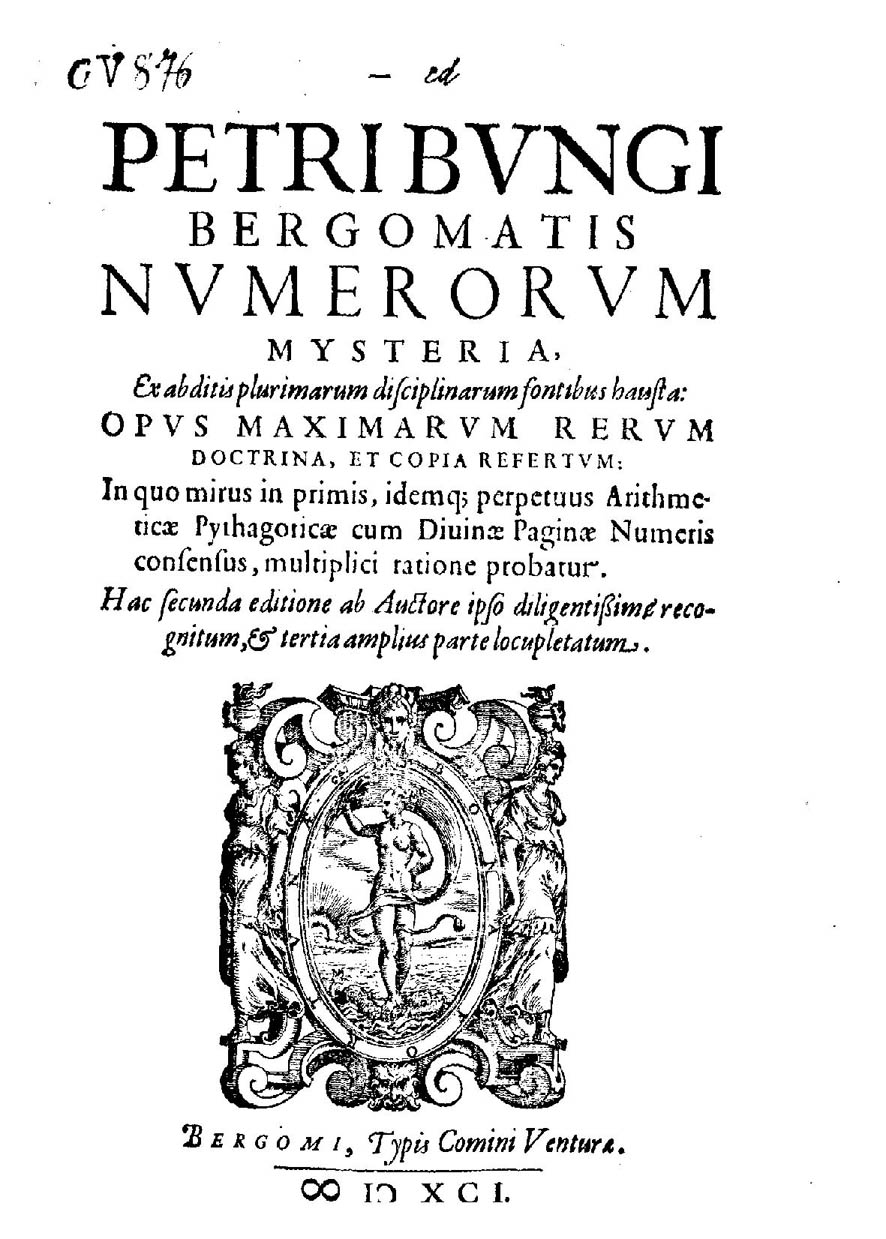
Numerorum mysteria di Pietro Bongo (1591), un trattato di numerologia che ebbe grande diffusione in Europa.

Col Rinascimento il pitagorismo si diffuse maggiormente in Occidente. Marsilio Ficino annoverò Pitagora tra i cultori di una prisca theologia («teologia primordiale») che includeva anche Filolao oltre ai platonici. Leonardo da Vinci, che testimoniò dell'esistenza di «pitagorici» durante la sua epoca nella novella Bella risposta di un pitagorico, fu un seguace delle dottrine del De Divina Proportione sulle applicazioni della sezione aurea, in cui spesso si trovava confermata l'esistenza segreta di un rapporto numerico tra il tutto e la parte, o tra macrocosmo e microcosmo, presente in svariate ricorrenze della natura. Versati maggiormente nella cabala (cristiana) furono invece Pico della Mirandola, Paracelso, Gerolamo Cardano, Robert Fludd, Valentin Weigel, e Jacob Bohme.
Johannes Reuchlin (detto Pythagoras redivivus) cercò di combinare il pitagorismo col cabalismo nella sua opera del 1517, mentre Cornelio Agrippa operò un collegamento della numerologia con l'astrologia, descrivendo in gran dettaglio nel libro II del suo Filosofia Occulta i quadrati magici, definendoli «tavole sacre dei pianeti e dotate di grandi virtù, poiché rappresentano la ragione divina, o forma dei numeri celesti».
La riscoperta delle tradizioni greca e araba portò alla necessità di una sintesi, compito affrontato da Pietro Bongo, morto nel 1601, con un'opera che ebbe larga diffusione in Europa. Si tratta di un'enciclopedia sui misteri e la simbologia dei numeri, a partire dall'uno per arrivare al miliardo, con alcune omissioni, le cui ragioni sono difficili da comprendere.

### Numerologia nell'età moderna

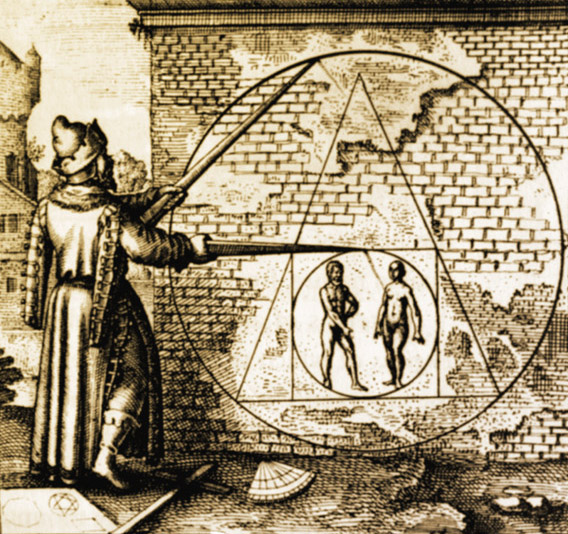
Emblema dal trattato alchemico Atalanta fugiens di Michael Maier (1618), appartenente ad ambienti rosacrociani, che raffigura la composizione della quadratura del cerchio, simbolo geometrico della pietra filosofale.

Un importante esempio dell'influenza della numerologia nella filosofia e letteratura inglese è il discorso The Garden of Cyrus di Sir Thomas Browne del 1658: l'autore in quest'occasione illustrò il numero 5 ed il relativo schema geometrico a quinconce per l'arte, natura e misticismo.
In Germania operarono i cabalisti Athanasius Kircher e Knorr von Rosenroth. Per il resto la numerologia nell'età moderna sembrò eclissarsi, andando a permeare le correnti sotterranee dell'ermetismo e dell'occultismo, alimentata anche dagli sviluppi in seno alla nuova massoneria. Richiami alle terminologie pitagoriche si ritrovano in Giovanni Keplero (Harmonices Mundi del 1619), Thomas Tryon (1691), Gottfried Leibniz (Monadologia del 1714), Fabre d'Olivet (autore dei Versetti d'oro di Pitagora, 1813), Édouard Schuré (Pitagora e i Misteri di Delfi, 1889).
In Italia una reviviscenza dei misteri pitagorici si ebbe ad opera della «Schola Italica» fondata da Amedeo Rocco Armentano, discepolo del quale fu il matematico Arturo Reghini, che portò avanti il progetto di rinvigorire le radici pitagoriche della tradizione italica romana, fondando negli anni venti insieme a Julius Evola il Gruppo di Ur.
Anche lo psicanalista Carl Jung tornò a considerare i numeri alla stregua di archetipi, cioè di modelli universali da cui è composto l'inconscio collettivo, che si esprime attraverso il linguaggio sincronico dei miti e dei simboli. Particolare attenzione fu da lui rivolta ai significati e alle combinazioni numeriche dell'I-Ching. Un nuovo approccio moderno è venuto infine dall'americana Dow Balliett, il cui contributo ha portato alla nascita del California Institute of Numerical Research.
Oggi le varie tradizioni della numerologia, in relazione anche alla geometria dei mandala, alla radionica, all'astrologia e altre discipline, vengono studiate per diverse finalità, dall'esame introspettivo della personalità, del karma e degli eventi del destino, allo sviluppo dell'intuizione, fino alle possibilità di un suo utilizzo terapeutico, in particolare da parte del russo Grigorij Grabovoj.

## Sistemi di numerologia

### Metodo caldeo
Il metodo caldeo (o caldaico) assegna valori numerici alle lettere in base alle vibrazioni sonore e fa risalire le sue origini alla Mesopotamia.

## Significato esoterico attribuito ai numeri

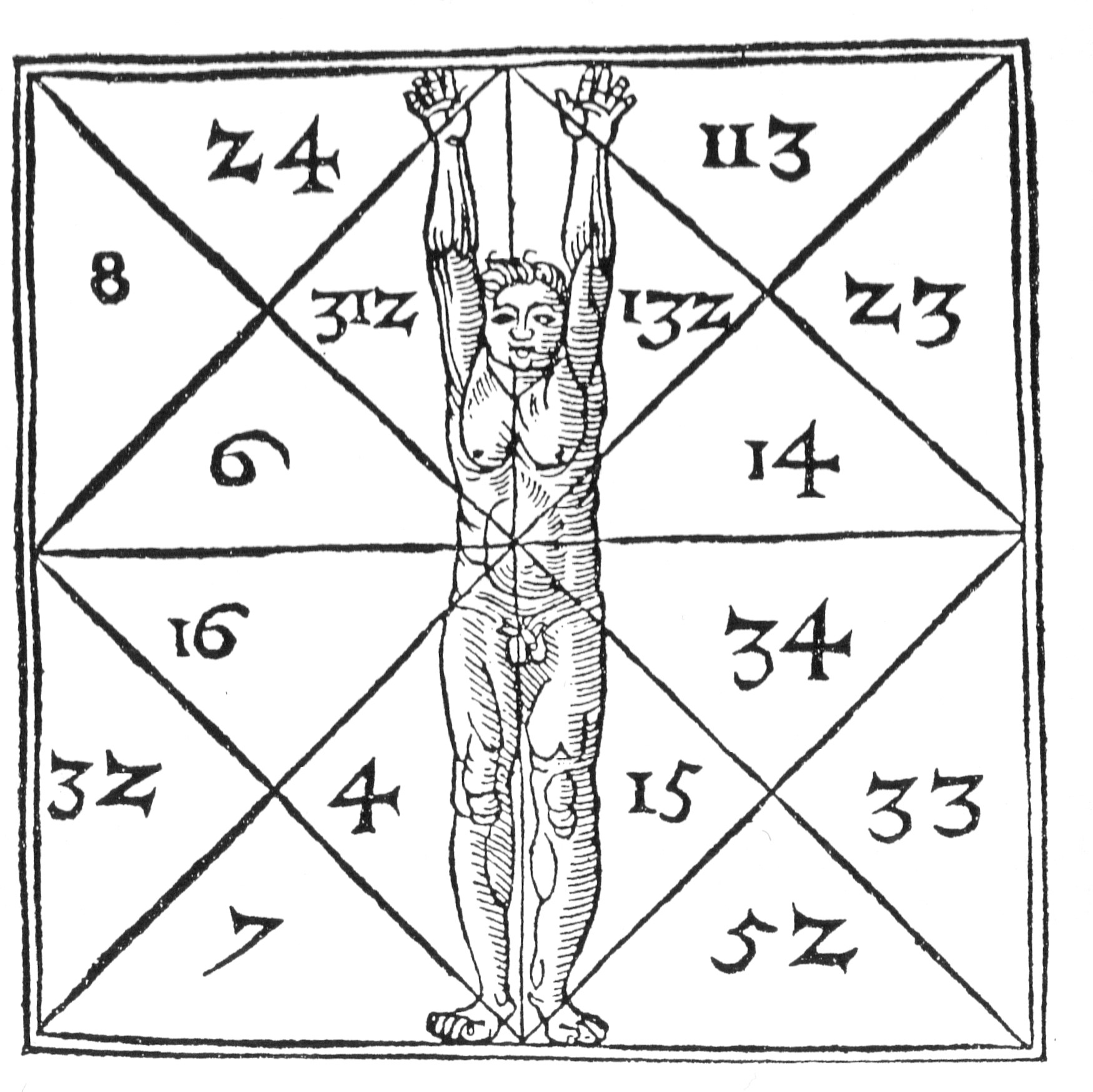
Proporzioni umane e le loro corrispondenze segrete in termini numerologici, dal De Occulta Philosophia di Cornelio Agrippa (1533)

Le creature voltano le spalle allo yin e volgono il volto allo yang, il Ch'i infuso le rende armoniose.»
(Lao Tze, Tao Te Ching, XLII)
Il significato esoterico attribuito ai numeri si basa sul criterio dell'analogia, con cui ognuno di essi assurge a simbolo di una specifica qualità o elemento del reale.
Nel Rinascimento, quando i numeri erano utilizzati e studiati in dettaglio per la musica, la poesia, l'architettura, l'associazione per analogia dei significati a specifici numeri era molto più dettagliata e ricca dell'attuale sintesi moderna.
Tra le varie discipline, ad esempio, la numerologia è sempre stata storicamente legata all'astrologia, soprattutto con i pianeti del nostro sistema solare. Uno dei tanti collegamenti in tal senso venne creato dal già citato Cornelio Agrippa (1486–1535); al numero uno viene in genere associato il Sole, al due la Luna, ecc. L'astrologia vedica in particolare ha stabilito delle precise corrispondenze planetarie, entrate a far parte della tradizione numerologica occidentale.

### Zero
In numerologia lo Zero non si considera, perché gli è stato assegnato lo status di numero in epoca relativamente recente. Come una sorta di uovo cosmico, esso rappresenta più che altro la condizione del manifestarsi di tutti i numeri, il vuoto, o il caos primigenio, ossia la pura potenzialità anteriore alla creazione.

### Uno

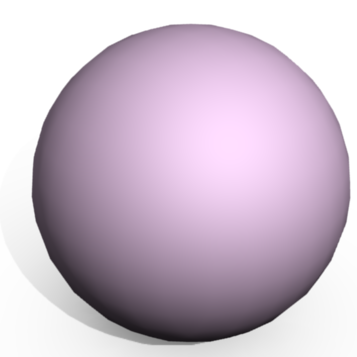
La sfera come rappresentazione grafica dell'unità omnicomprensiva.

L'{\displaystyle 1} è il primo numero e quindi gli è riconosciuto un grande potere. Rappresenta l'unità, il fondamento, l'origine di tutto, simboleggiante Dio soprattutto nelle religioni monoteiste. Nell'antico Egitto corrispondeva ad Aton, il dio del Sole.
In esso vi è anche la massima energia potenziale, contratta in un punto, nel quale gli opposti coincidono, e che precede la sua emanazione esplicita in grande. Essendo singolare, i pitagorici non lo annoveravano neppure tra i numeri propriamete detti, che per loro significavano pluralità.
All'1 sono attribuite inoltre le seguenti qualità ed elementi:
- Simboli: punto,[71] sfera, cerchio,[71] lettera aleph,[69] fuoco.[69]
- Astrologia: Sole.[69][71]
- Colore: rosso.[69]
- Arcano: Il Mago.[69]
- Genere: neutro per i pitagorici, maschile (yang) nella tradizione cinese.[69]

### Due

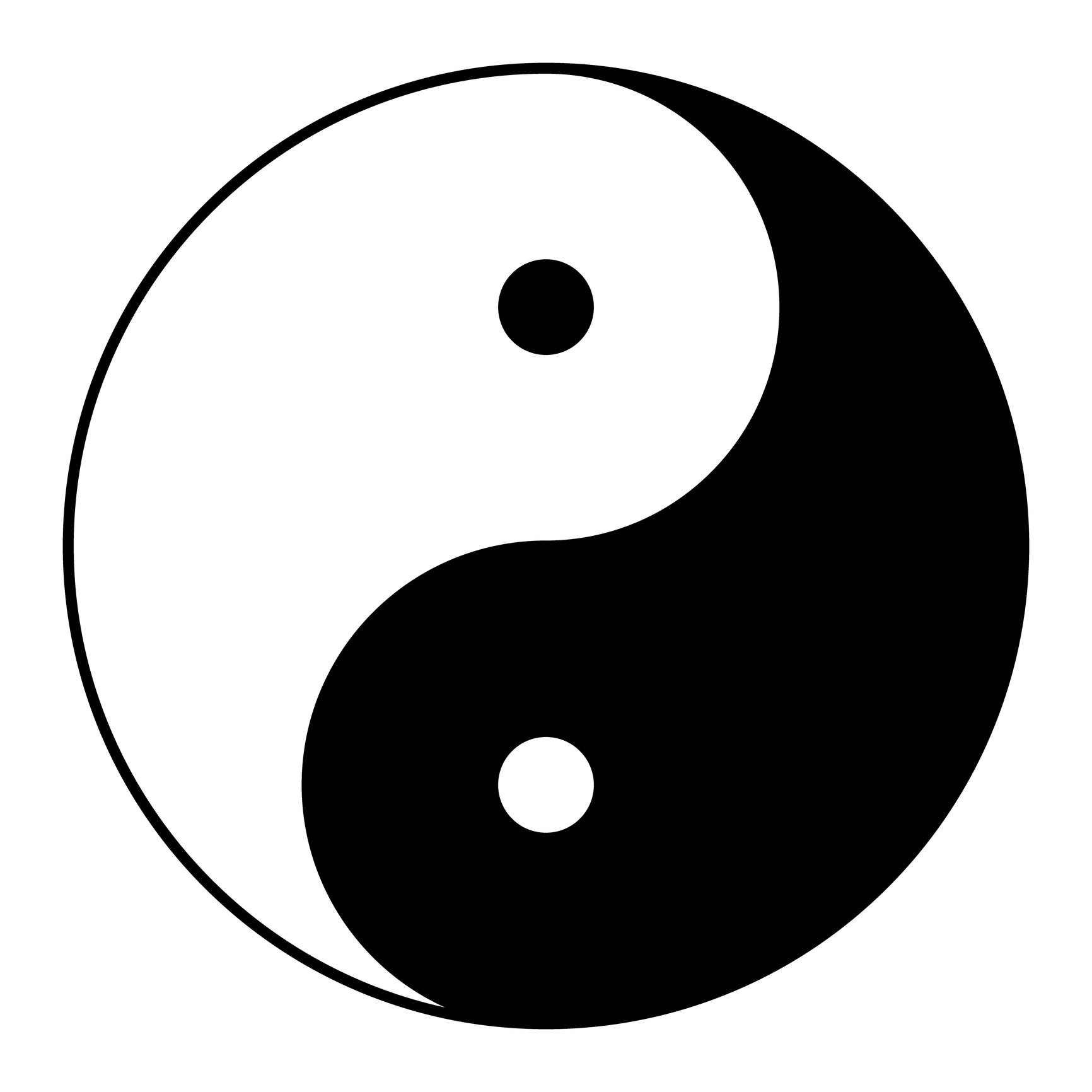
Yin e yang.

Il {\displaystyle 2} rappresenta diverse dualità fondamentali, legate tra loro da un rapporto di polarità, come bene-male, bianco-nero, maschio-femmina, destra-sinistra, ecc. Simboleggia quindi il concetto di associazione, di interazione,  e di cooperazione, empatia, dolcezza,  per esempio sessuale, ma d'altra parte anche di conflitto, contrapposizione dialettica o discordia.
Considerato spesso femminile, il due è assimilato al diametro che unisce due punti e fungendo da ponte possiede una valenza generatrice, tipica della matrice che corrisponde simbolicamente alla Grande Madre, con le sue doti di intuizione e istinto protettivo, ma anche coi suoi aspetti soffocanti e frustranti. In quanto contraltare dell'uno, è la manifestazione dinamica di questo, oltre che il suo riflesso capace di dar luogo alla coscienza (duale).
Al 2 sono attribuite inoltre le seguenti qualità ed elementi:
- Simboli: yin e yang,[71] linea,[69] acqua.[69]
- Astrologia: Luna.[69][71]
- Colore: arancione.[69]
- Arcano: La Papessa.[69]
- Genere: femminile.

### Tre

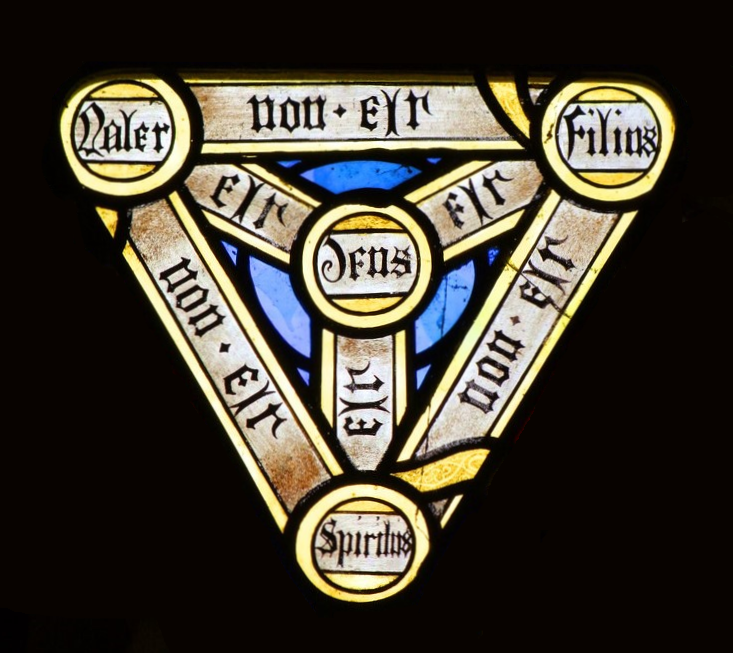
Scudo della Trinità.

Il {\displaystyle 3} rappresenta la perfezione, l'equilibrio e l'armonia, essendo la sintesi che scaturisce dall'incontro dell'1 col 2, risolvendone la tensione.
Presente in numerose religioni a formare una sacra Triade celeste, corrisponde infatti alla Trinità così come in molti racconti popolari, consente di costruire la superficie spaziale più semplice, composta da tre lati, e perciò gli sono attribuite le qualità della concretezza, della fecondità, dello sviluppo. In tal senso è ritenuto molto potente.
Nell'Egitto era il numero di Horus, nato da Iside e Osiride, come tre erano le funzioni vitali della medicina galenica, corrispondenti a cuore, fegato e cervello. Il triangolo con la punta verso il basso, alludendo all'utero, può significare la vita, mentre col vertice verso l'alto può simboleggiare la morte.
Al 3 sono associate inoltre le seguenti qualità ed elementi:
- Simboli: triangolo, Trinità, perfezione, aria.[69]
- Astrologia: Giove.[69][71]
- Colore: giallo.[69]
- Arcano: L'Imperatrice.[69]
- Genere: maschile.

### Quattro

Croce templare.

Il {\displaystyle 4} incrementa la perfezione del 3 portandola su un piano materiale, stabile e più strutturato, dando luogo così ai quattro elementi e ad ogni manifestazione della natura, come le quattro stagioni, i quattro punti cardinali, i quattro temperamenti umorali, corrispondenti ad altrettante età della vita (infanzia, giovinezza, maturità e vecchiaia), le quattro fasi della Luna, le quattro figure bibliche del tetramorfo, i quattro evangelisti, ecc.
Rappresenta pertanto il mondo terreno, simboleggiato dal quadrato e dalla croce, alla quale nell'ottica neoplatonica è incatenata l'anima del mondo, nella posa del microcosmo che riassume il macrocosmo. Il quattro è inoltre sacro per i Maya e gli Aztechi.
Per Pitagora è portatore di equilibrio, e quindi di giustizia, perché unifica il principio femminile orizzontale con quello maschile verticale, mentre nella numerologia cinese (come in altre lingue orientali) essendo il termine «quattro» (in pinyin sǐ) un sinomino di «morte», questo numero ha una valenza negativa; anche nella smorfia, peraltro, può avere un significato funesto.
Al 4 sono poi attribuite le seguenti qualità ed elementi:
- Simboli: croce, tetragramma, rombo, quadrato, terra, punti cardinali.[69]
- Astrologia: Rahu,[69] Urano.[71]
- Colore: verde.[69]
- Arcano: L'Imperatore.[69]
- Genere: femminile.

### Cinque

Un pentacolo.

Al {\displaystyle 5} è attribuita in genere la capacità di vitalizzare la materia, dotandola di un centro dinamico e creativo, aggiungendo la quintessenza ai quattro elementi precedenti. Figure come il pentagramma o la stella a cinque punte contengono varie lunghezze correlate alla proporzione aurea, presente anche nell'uomo vitruviano di Leonardo, con cui simbolicamente si riproduceva il potere dell'universo (macrocosmo) di infondersi nel microcosmo.
Il cinque simboleggia quindi la vita umana e, nella tradizione pitagorica e platonica, il matrimonio, derivante dalla somma del primo numero femminile (2) con quello maschile (3), essendo l'1 ritenuto neutro.
Era associato alla dea babilonese Ishtar e al suo parallelo romano, Venere, archetipo dell'amore il cui pianeta nel suo percorso tra la Terra e il Sole disegna in effetti una stella a cinque punte.
L'aura magica che i pitagorici associavano al 5 è centrale nell'occultismo e negli incantesimi con cui si invocano spiriti o demoni.
Numero sacro per l'islam, il cinque allude anche al potere dell'uomo in quanto somma delle dita della sua mano. Questo significato si riflette nella matematica a base 10, nelle costruzioni militari a forma di pentagono o nello stesso pentacolo.
Al 5 sono attribuite inoltre le seguenti qualità ed elementi:
- Simboli: Stella, pentacolo, mano, pentagono, cinque sensi, quintessenza.[69]
- Astrologia: Mercurio.[69][71]
- Colore: turchese.[69]
- Arcano: Il Papa.[69]
- Genere: maschile.

### Sei

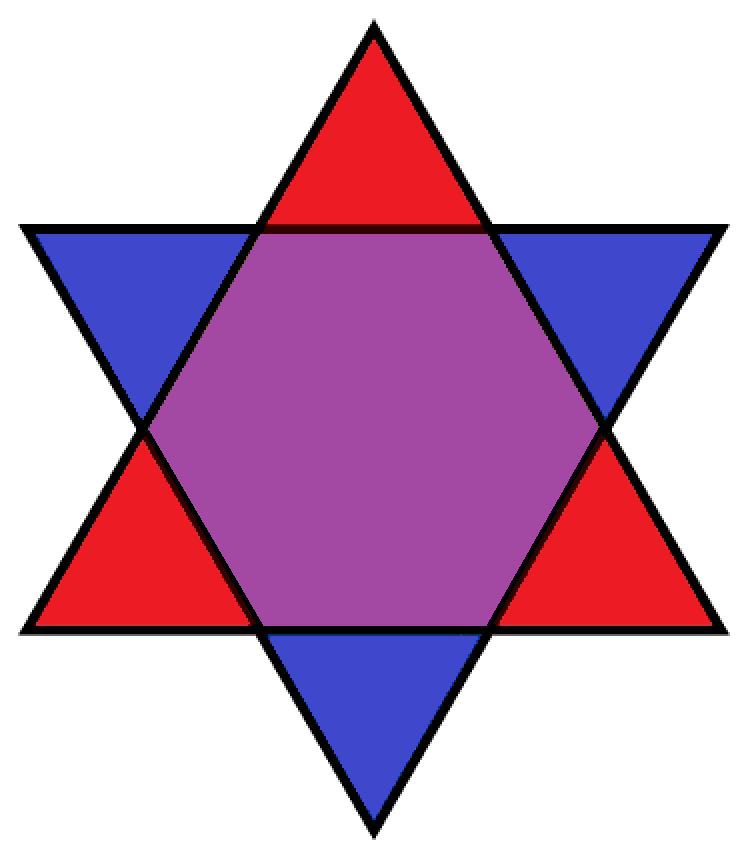
Un esagramma, simbolo ermetico dell'analogia tra macrocosmo e microcosmo.

Il {\displaystyle 6} attiene alla bellezza e all'armonia insita nella materia. È inoltre un numero perfetto perché risultante dalla somma dei suoi divisori ({\displaystyle 1+2+3}) come pure dalla loro moltiplicazione ({\displaystyle 1x2x3}).
La sua espressione geometrica nell'esagramma è un simbolo di unione degli opposti, e in particolare di unione sessuale, perché risultante dall'intreccio dei due triangoli, uno con la punta verso il basso ritenuto femminile, e quello verso l'alto ritenuto maschile.
La stessa figura rimanda al macrocosmo che si riflette nel microcosmo, poiché offre un senso di simmetria non solo perfetta in sé come nel numero tre, ma che pervade anche il creato, essendo rinvenibile in varie forme naturali come gli alveari, i fiocchi di neve, le squame del carapace delle tartarughe, oltre al fatto che nella Genesi Dio creò il mondo in sei giorni.
Al 6 sono attribuite inoltre le seguenti qualità ed elementi:
- Simboli: esagramma, stella di Davide, alveare, fiocco di neve, Pietra Nera, atomo del carbonio,[69] squadra e compasso.[80]
- Astrologia: Venere.[69][71]
- Colore: blu.[69]
- Arcano: Gli Amanti.[69]

### Sette

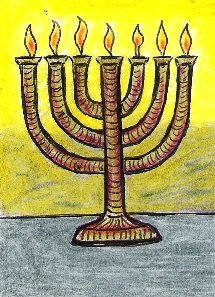
Menorah dai sette bracci, simboleggianti la creazione.

Il {\displaystyle 7} risulta dalla somma del tre (attributo di Dio) e del quattro (attributo della natura), ed offre perciò un'idea di completezza e totalità di spirito e materia, come nel quadrato sormontato da un triangolo.
Sette sono i veli di Iside che devono essere scoperti per giungere all'illuminazione, sette i giorni della settimana in cui l'opera della Genesi è stata ultimata, sette i pianeti classici dell'antichità, sette i chakra o plessi del corpo umano, sette le stelle componenti le Pleiadi venerate sin dagli albori dell'umanità, sette le note musicali, sette le virtù ed altrettanti i vizi nella tradizione medievale.
Spesso considerato fortunato, rappresenta quindi l'apertura verso la molteplicità delle forme dell'universo.
Al 7 sono attribuite inoltre le seguenti qualità ed elementi:
- Simboli: eptagono, menorah, fiore della vita,[81] settimana.[69]
- Astrologia: Ketu,[69] Nettuno,[71] pianeti classici, Pleiadi.
- Colore: viola.[69]
- Arcano: Il Carro.[69]

### Otto

Lemniscata che è anche il simbolo dell'infinito.

L'{\displaystyle 8} è associato a fecondità e riproduzione perché, in quanto duplicato del quattro in cui si manifesta la natura, ne raddoppia la potenza e l'energia. 
Corrisponde perciò a ricchezza, abbondanza, rinnovamento, oltre ad essere un numero femminile, attributo in particolare della Vergine Maria.
Rimanda al concetto di infinito e di incommensurabilità. essendo collegato generalmente al paradiso, alla trascendenza, allo spirito universale su cui si fonda l'equilibrio del cosmo. Ricorre infatti nelle piante ottagonali di molti edifici sacri, ad esempio dei templi buddisti, ed è anche un simbolo di regalità.
Può talora rappresentare il compito karmico di condividere la propria ricchezza attraverso il pagamento di debiti di natura economica o sociale. Nella cultura cinese è ritenuto invece di grande auspicio, e scandisce inoltre le tappe esistenziali degli individui di sesso maschile.
All'8 sono attribuite inoltre le seguenti qualità ed elementi:
- Simboli: ottagono, lemniscata, infinito.[71]
- Astrologia: Saturno.[69][71]
- Colore: fucsia.[69]
- Arcano: La Giustizia.[69]

### Nove

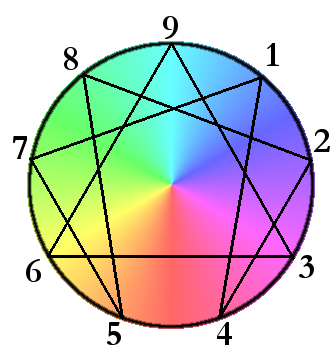
Enneagramma di Gurdjeff.

Il {\displaystyle 9} era considerato un numero universalmente sacro dagli antichi, che ad esempio nell'antico Egitto si ritrova nell'Enneade, o che nell'alfabeto caldeo non venne associato per questo a nessuna lettera.
Rappresenta la conclusione, il punto di approdo, la realizzazione compiuta di un ciclo, essendo l'ultimo numero dei decimali. Nove mesi occorrono per la gestazione di un bambino, come nove è l'esito con cui si testa un'operazione di moltiplicazione o divisione nell'omonima prova. Essendo spirito che ha superato l'evoluzione della materia, simboleggia inoltre la permanenza, la riproposizione continua, e perciò la reincarnazione.
Al 9 sono attribuite inoltre le seguenti qualità ed elementi:
- Simboli: stella a nove punte, enneagramma, circonferenza.[69]
- Astrologia: Marte.[69][71]
- Colore: bianco.[69]
- Arcano: L'Eremita.[69]

### Dieci
Il {\displaystyle 10} è la rappresentazione dell'Uno in un'«ottava» maggiore e significa il ritorno alle origini, la completezza dello spirito divino perfettamente realizzato. Diversi sono i significati sacri ed esoterici ad esso attribuiti, non solo dai pitagorici ma anche delle versioni della Cabala più utilizzate al mondo, che la vedono composta da dieci sephirot. Dieci sono i mesi lunari per concludere una gravidanza, dieci sono le dita usate per contare, dieci i comandamenti della Bibbia.
Per i pitagorici erano dieci anche le sfere celesti, comprendenti oltre ai sette pianeti classici anche la Terra, ritenuta in movimento, il cielo delle stelle fisse, più l'Antiterra, un pianeta invisibile perché in opposizione alla Terra rispetto al Sole.

### Undici
L'{\displaystyle 11} è il numero due in una ottava maggiore ed è considerato un numero maestro (il secondo numero maestro è il 22). È un ulteriore passo verso la molteplicità che dissolve l'identità dell'uno. Poiché raddoppia le capacità intuitive del due, è anche associato ad apertura mentale, idealismo e visione, ma per il resto ha connotazioni negative.

### Dodici
Il {\displaystyle 12} dà come somma teosofica il numero tre in un'ottava maggiore, ed è ritenuto tra i più importanti insieme al tre, al quattro e al sette. È considerato ricolmo di pienezza ed armonia; rappresenta la maturità e la realizzazione definitiva nella ciclicità.
Prodotto di sacro e profano ({\displaystyle 3x4}), ricorre nei dodici Dèi dell'Olimpo, nelle dodici tribù di Israele, nei dodici apostoli di Gesù, nei dodici segni zodiacali, nei dodici mesi e nelle dodici ore in cui è diviso l'orologio.

### Tredici
Il {\displaystyle 13} rappresenta la rottura dell'armonia precedente realizzata dal 12, e perciò può indicare la distruzione che prelude però a nuova vita.
Ritenuto in genere sfortunato, era ritenuto tuttavia di buon auspicio tra alcuni popoli, per il fatto che vi sono tredici mesi lunari in un anno, come tredici sono i segni nell'astrologia celtica e dei nativi americani. Un ulteriore significato astrologico si ha nella somma dei primi 13 numeri che dà come risultato 91, cioè il numero di giorni di una stagione.
Il {\displaystyle 13} è anche uno dei **debiti karmici** in numerologia, associato a lezioni non apprese in vite precedenti in tema di pigrizia, mancanza di autodisciplina e abuso di potere. Chi presenta questo numero è chiamato a sviluppare perseveranza, disciplina e responsabilità, trasformando gli ostacoli ripetuti in tappe di crescita personale e spirituale.

### Quattordici
Il 14 rappresenta il conflitto tra il desiderio di libertà e la paura del caos, spesso derivato da vite passate dominate da eccessi o dipendenze. Invita a praticare moderazione e a costruire basi solide per un’autentica crescita personale.
Debito karmico
Il 14 è anche un **debito karmico**, che segnala lezioni irrisolte in tema di libertà, responsabilità e equilibrio. Chi presenta questo numero nel calcolo del Percorso di Vita o degli altri numeri fondamentali deve imparare a coniugare autonomia e disciplina, trasformando l’instabilità emotiva in stabilità interiore.

### Sedici
Il 16 simboleggia la caduta dell’ego e la necessità di distruggere vecchi schemi mentali per favorire un risveglio interiore.
Debito karmico
Il 16 è anche uno dei **debiti karmici** in numerologia, associato alla lezione di far “morire” il proprio ego per far emergere un sé più autentico e spiritualmente consapevole.  
Chi porta questo debito affronta sfide intense e ripetute, che si manifestano come rotture improvvise di progetti o relazioni, con l’obiettivo di trasformare la sofferenza in rinascita interiore.

### Diciannove
Il 19 è uno dei **debiti karmici** in numerologia, collegato a vite precedenti in cui si è esercitato un potere incontrollato o si è anteposta la propria ambizione al bene comune.  
Chi porta questo numero è chiamato a trasformare l’egoismo in servizio, imparando a guidare con empatia e a mettere l’interesse degli altri al primo posto.

### Valore numerico delle lettere dell'alfabeto
(Dal Faust di Goethe, vv. 2337-2604)
Anche ogni lettera dell'alfabeto (specificamente inglese), secondo i numerologi, possiede un suo significato simbolico, convertibile in un valore numerico secondo la tecnica della ghematria, dato che peraltro, anticamente, le lettere equivalevano a cifre. Per associare numeri e lettere si fa in genere riferimento alla seguente tabella, sebbene ne esistano altre tipologie:
| 1                                   | 2 | 3 | 4 | 5 | 6 | 7 | 8 | 9 |
| ----------------------------------- | - | - | - | - | - | - | - | - |
| A                                   | B | C | D | E | F | G | H | I |
| J                                   | K | L | M | N | O | P | Q | R |
| S                                   | T | U | V | W | X | Y | Z |   |
| Corrispondenza tra numeri e lettere |   |   |   |   |   |   |   |   |

Ogni lettera di cui è composta una certa parola contribuisce a comporne il significato numerologico; una lettera ha maggiore rilevanza quando è l'iniziale della parola, oppure è ripetuta molte volte dentro la parola stessa.
Ad ogni lettera dell'alfabeto può essere inoltre associata la corrispondente lamina degli Arcani maggiori dei Tarocchi: in questo modo la A risulta legata al Bagatto, la B alla Papessa e così via. Questa corrispondenza sembra valida in particolare per l'alfabeto ebraico, composto da 22 lettere al pari degli Arcani, come rilevò per la prima volta Eliphas Levi in Dogma e Rituale dell'Alta Magia.
Nel caso dell'alfabeto italiano le lettere sono 21, e la carta che resta slegata da qualunque lettera è il Matto, il cui significato divinatorio risulta piuttosto particolare, potendo rappresentare sia il principio (lo zero primordiale) che la fine del mazzo.

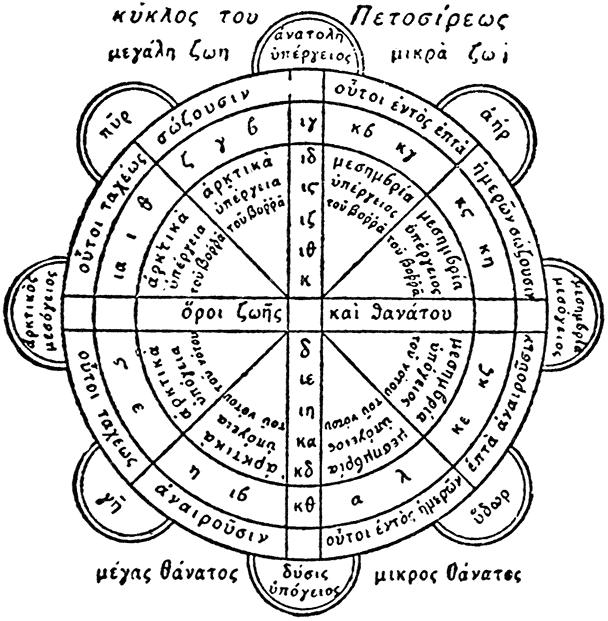
Un cerchio di Petosiride, pratica divinatoria diffusa nel Medioevo basata sul valore numerico delle lettere di una persona (BNF Ms. 2419 fol. 156)

Una volta convertite le lettere di una parola in numeri, si procede per riduzione teosofica a sommarne le cifre, fino a ottenere un numero compreso tra 1 e 9.
A seconda della parola presa in considerazione, si possono ottenere varie tipologie di numeri corrispondenti al suo significato, ad esempio:
- numero del nome o dell'io: si ottiene dai numeri corrispondenti alle lettere del nome e cognome; esso indica in genere la dimensione pubblica della persona, ossia il modo in cui si rapporta con la società e nel lavoro e comunque nella materia;[90]
- numero psichico: si ottiene sommando soltanto i numeri del giorno di nascita; se questo cade tuttavia dal 10 al 31 di un mese, la cifra ottenuta per riduzione teosofica andrebbe considerata diversamente da quella singola di chi è nato tra il 1º e il 9.[90] Esso indica l'immagine e la considerazione che si ha di sé, capace di influire soprattutto durante l'infanzia.[90]
- numero del destino: si ottiene dalla data di nascita completa (giorno, mese e anno), riducendola a una sola cifra. Simboleggia gli obiettivi da raggiungere nella vita,[96] con gli ostacoli da superare e le qualità da acquisire; tende ad assumere maggiore importanza nell'età adulta.[90]

Per numero del «destino» si può intendere tuttavia anche la somma della data di nascita col numero del nome e cognome, per una sintesi più completa che esprima la «quintessenza».
Altri indicatori in una carta numerologica di un individuo possono riguardare unicamente il nome proprio, oppure il numero di vocali o di consonanti presenti, l'indirizzo di residenza, ecc.

## Nella cultura di massa
In molti paesi alcuni numeri hanno valore positivo di buon augurio, altri negativo di sfortuna, come il 13, associato nei Tarocchi alla morte, oppure il 17. In certi paesi ad esempio, compresa l'Italia, può capitare che negli alberghi non esista la camera numero 17, chiamata invece 16/bis.
Tale superstizione sembra risalire ai tempi dell'antica Roma, a causa della consuetudine di incidere sulle pietre funerarie la parola "VIXI" (che significa «vissi», «sono vissuto», e perciò interpretato come presagio di morte), il cui anagramma "XVII" equivale a 17 nel sistema di numerazione romano.
Nella cultura popolare e folcloristica poi, è celebre la diffusione dei libri indicati sotto il nome di La Smorfia, in particolare quella napoletana, contenenti corrispondenze numerologiche basate sulla cabala al fine di trarne suggerimenti per interpretare i sogni, gli eventi, o sulle cifre vincenti da giocare al lotto.
Tipici abbinamenti numerici sono, fra i tanti, il 48 (morto che parla), 77 (le gambe delle donne), 25 (il Natale), 90 (la paura), 33 (gli anni di Cristo).
Riferimenti alla numerologia ricorrono infine nel cinema, in letteratura, o nel gossip.
Durante la Million Man March nel 1995, ad esempio, il ministro Louis Farrakhan fece numerosi riferimenti al numero "19" durante un suo discorso, connettendolo a un significato numerologico.
Nel film π - Il teorema del delirio, il protagonista è alla ricerca di uno schema numerico nascosto nella borsa valori e nella Torah.
La band inglese Inkubus Sukkubus cambiò il proprio nome dal precedente "Incubus Succubus" su consiglio di un amico secondo cui per motivi numerologici le lettere della prima parola stavano portando sfortuna al gruppo.
La serie TV Lost contiene una sequenza di numeri: 4 8 15 16 23 42.
Nella puntata 9x13 della serie TV X-Files si fa riferimento alla numerologia.